# Who's Greatest Hits
Who's Greatest Hits je greatest hits kompilační album od The Who z roku 1983. Obsahuje vzácnou skladbu "Relay", která je zde v původní celé délce. V předchozím vydání na albu Hooligans je zkrácená o téměř 30 sekund.

## Seznam skladeb
Autorem všech skladeb je Pete Townshend, kromě uvedené výjimky.
Strana
1. "Substitute" – 3:50
2. "The Seeker" – 3:14
3. "Magic Bus" – 3:25
4. "My Generation" – 3:19
5. "Pinball Wizard" – 3:03
6. "Happy Jack" – 2:12
7. "Won't Get Fooled Again" – 3:38

Strana 2
1. "My Wife" (John Entwistle) – 3:36
2. "Squeeze Box" – 2:43
3. "Relay" – 3:48
4. "5:15" – 4:53
5. "Love Reign O'er Me" – 3:07
6. "Who Are You" – 5:02